# 실비 (네르발)
실비는 제라르 드 네르발의 작품이다.
제라르 드 네르발의 작품에는, 그가 스스로 밝히고 있듯이, 구별이 거의 불가능할 정도로 현실과 몽상이 뒤섞여 있다. 여기 번역 소개할 ＜실비＞ 역시 그러한 작품에 속하며, 작가가 젊은 시절에 겪은 사랑의 실패와 몽상적인 삶을 이야기하고 있다. 작가는 이 작품에서 젊은 시절 얻을 수도 있었던 옛 사랑의 행복을 상기하고, 잃어버린 시간을 재생시키려는 노력을 감명 깊게 표현하고 있다. 작품의 구성을 볼 때 이 이야기는 1820년부터 1845년 사이에 일어난 일을 1853년에 기록한 작품이다. 1830년대(제1장, 3장, 8∼13장)에 우연히 작가의 눈에 띈 “‘시골의 꽃다발 축제.’ 내일 상리스의 궁수들이 루아지의 궁수들에게 꽃다발을 증정하기로 되어 있음”이라는 신문 광고가 이야기 전체를 이어가는 중심축이 되고 있다. 제2장과 4, 5, 6, 7장은 중심축에서 과거의 추억을 더듬는 부분이고, 제14장에서는 중심 이야기마저 추억으로 남게 된다.
- 이준섭 역, 실비 / 산책과 추억 , 지만지,